# Кинта-дас-Крузис
Музей Кинта-дас-Крузис (иногда Кинта-даш-Крузеш; порт. Museu Quinta das Cruzes) — художественный музей в городе Фуншал (автономный регион Мадейра), открытый в мае 1953 года под названием «Casa-Museu de César Gomes»; посвящён декоративному искусству и расположен на вилле, принадлежавшей первооткрывателю острова Жуану Гонсалвишу Зарку.

## История и описание
Вилла «Quinta das Cruzes» расположена на месте последней резиденции первооткрывателю острова Мадейра Жуана Гонсалвиша Зарку, возведённой в XV веке; впоследствии резиденция была расширена его сыном, Жуаном Гонсалвешем да Камара. Следующая перестройка здания произошла в XVIII—XIX веках. По территории поместья сохранилась часовня Носа-Сеньора-да-Пьедаде (Nossa Senhora da Piedade), построенная около 1692 года.
В XX века здание служило штаб-квартирой банка «Banda Filarmónica do Funchal» (с 1929 по 1933 год), а затем — кабинетом врача и швейной фабрикой для изготовления местной вышивки «Bordado Madeira» (с 1945 по 1948 год). 19 декабря 1946 года местный ювелир Сезар Филипе Гомеш передает свою коллекцию произведений искусства и антиквариата генеральному совету автономного округа Фуншал с целью создания музея на вилле Кинта-дас-Крузис. Генеральный совет начал процесс переговоров с владельцами здания; вилла перешла в собственность города в 1948 году.
29 декабря 1949 года в музее открылась первая выставка — выставка 156 антикварных гравюр Мадейры заняла более шести свежеотремонтированных комнат. Выставку посетили 5000 человек. Музей окончательно открылся для публики 28 мая 1953 года под названием «Casa-Museu de César Gomes», представив коллекцию Гомеша. В том же году в музее открывается временная выставка художника Франсишку Майи (Francisco Maya).
В 1966 году Жуан (Жоао) Ветцлер, родившийся в Вене и бежавший на остров в начале Второй мировой войны, завещал музею свою коллекцию ювелирных украшений. Таким образом, две частные коллекции продолжают составлять основу музейного фонда и в XXI веке. Коллекция португальского и европейского декоративного искусства, особенно английского, с годами пополнялась за счет приобретения мебели, украшений и керамики со стороны музея, а также — частных пожертвований. Помимо декоративно-прикладного искусства, в музее представлена археологическая коллекция, живописные работы и графическое собрание. В музейном саду расположены как скульптуры, так и самоиграющий механический музыкальный инструмент — «оркестрофон» — созданный около 1900 года и продолжающий функционировать в начале XXI века.